# Schillingstadt
Schillingstadt ist ein Dorf und Gemeindeteil von Ahorn im Main-Tauber-Kreis in Baden-Württemberg.

## Geographie

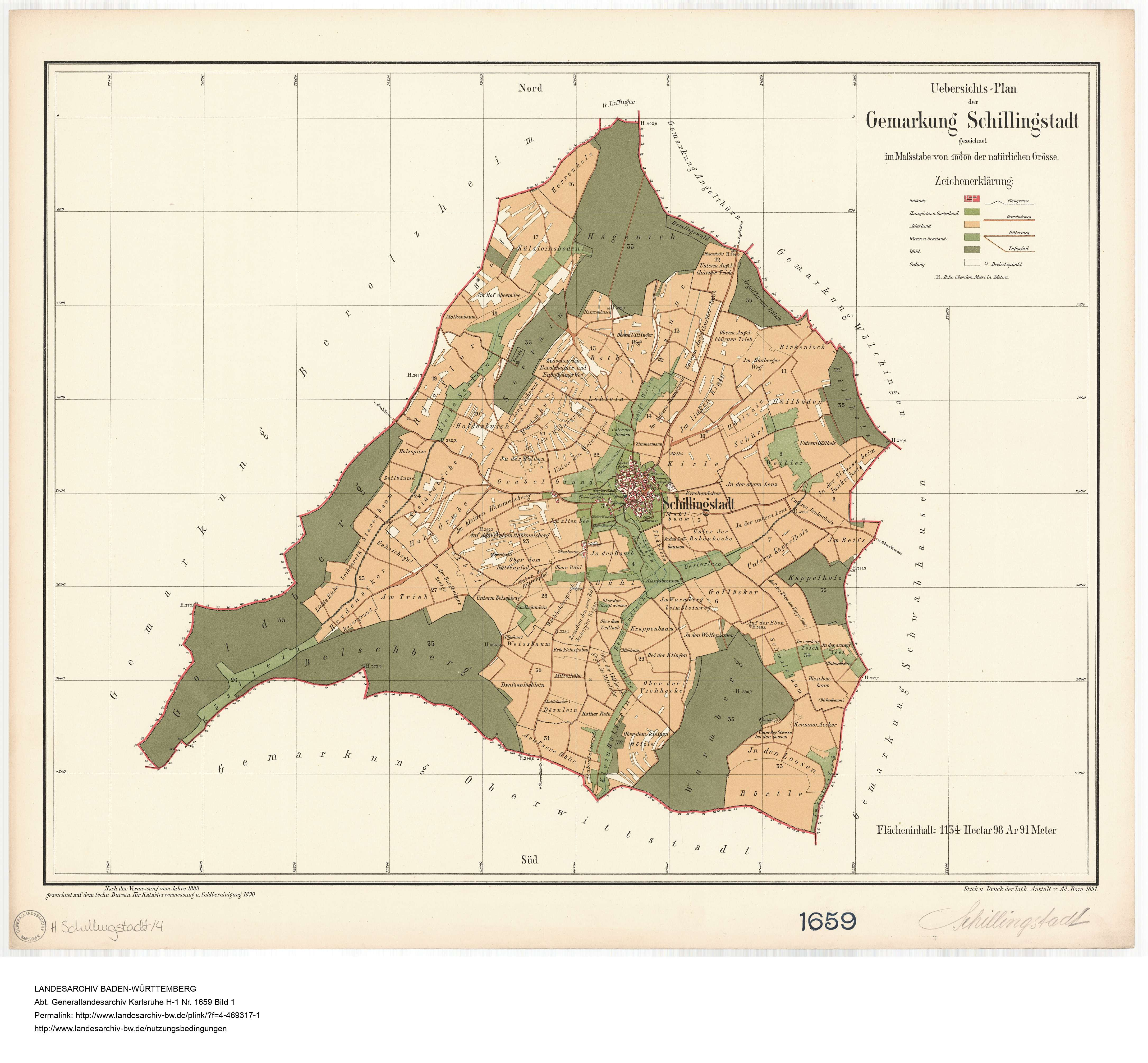
Gemarkung von Schillingstadt, 1891

Das Dorf Schillingstadt liegt in der kleinhügeligen Landschaft des Baulands in der oberen Talmulde des nach Süden zum Erlenbach entwässernden Hasselbachs und ist in ein bis zwei Kilometern Abstand von der Ortsmitte von einem durchbrochenen Waldkranz umsäumt. In der Ackerflur dazwischen gibt es einige Baum- und Heckenreihen, die teils von altem Weinbau herrühren.
Im Dorf kreuzen sich die L 2885 von Angeltürn im Norden nach Oberwittstadt im Süden und die L 514 aus Schwabhausen im Osten nach Berolzheim im Westen. Die Bundesstraße 292 passiert Schillingstadt ohne eigene Abfahrt weniger als einen Kilometer im Norden in derselben Richtung. An deren Auffahrt zur A 81, über die ost-westliche Landesstraße nach etwa drei Kilometern Entfernung erreichbar, liegt der nächste Autobahnanschluss.

## Geschichte
Im Jahre 773 wurde Schillingstadt erstmals urkundlich erwähnt. Von der ehemaligen Dorfbefestigung, die den Ort einst umgab, sind keine Spuren mehr vorhanden. Das letzte von drei Toren, das „dicke“ Tor, gegen Eubigheim zu, wurde 1833 abgebrochen.
Am 1. Januar 1975 wurde Schillingstadt in die Gemeinde Ahorn eingegliedert.

## Kulturdenkmale
- Katholische Kirche St. Josef

## Wirtschaft und Infrastruktur

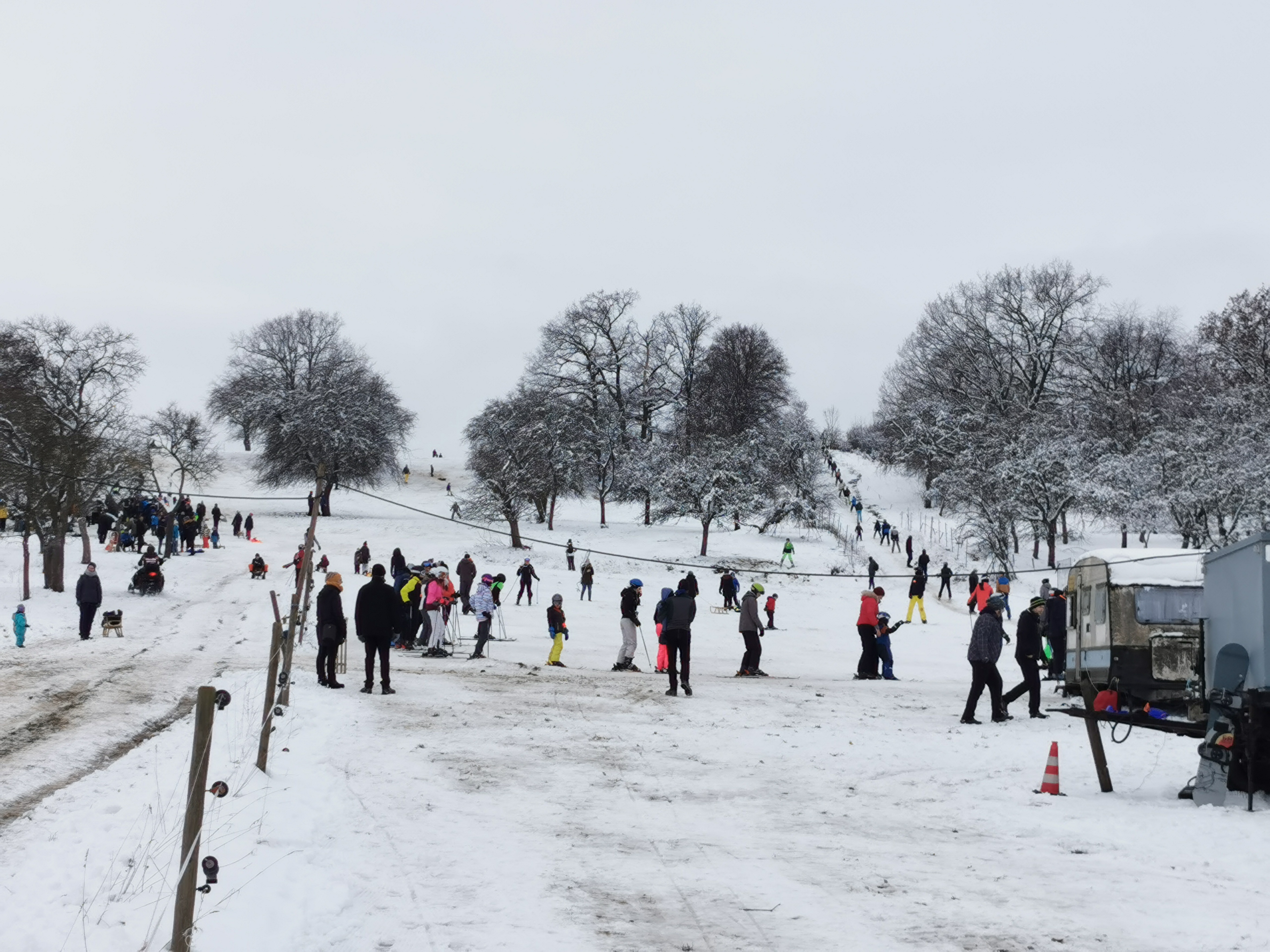
Skipiste mit Lift in Schillingstadt
rahmenlos

### Skipiste Schillingstadt
Zum Skifahren, Snowboarden und Schlittenfahren steht in Schillingstadt bei ausreichender Schneehöhe eine etwa 350 Meter lange Skipiste mit einem Skilift auf einer Höhe von 371 bis 394 Metern zur Verfügung. Der Skihang wird seit über 20 Jahren vom 1978 gegründeten Ski-Club Schillingstadt in ehrenamtlicher Arbeit betrieben. Der ganze Lift ist eine mobile Anlage und auch der Strom für deren Betrieb wird über ein mobiles Stromaggregat gewonnen. Die übrige Infrastruktur bilden ein Kassenhäuschen beziehungsweise ein Hüttenwagen, einige Absperrungen und Trassierbänder sowie Parkplätze für die Besucher. Mit einem Schneemobil mit angehängter Walze präparieren die Betreiber den Hang. Die Liftanlagen werden bei ausreichender Schneelage in der Regel unter der Woche jeden Nachmittag und an den Wochenenden ab 11 Uhr betrieben. Für Skilangläufer wird bei entsprechenden Schneeverhältnissen auch eine Loipe präpariert.

### Verkehr
Die Anschlussstelle „Boxberg“ (Anschlussstelle 5) der A 81 liegt auf der Gemarkung von Schillingstadt.